# Santa Cruz de los Cáñamos
Santa Cruz de los Cáñamos è un comune spagnolo di 554 abitanti situato nella comunità autonoma di Castiglia-La Mancia.

## Storia
La sua origine risale al 1212 quando, dopo la battaglia di Las Navas de Tolosa, iniziò il ripopolamento del castello di Santa Cruz. Nel 1225, Don Pedro Fernández de Castro lo donò all'Ordine di Santiago.
Nel 1575 appare come un villaggio dipendente da Montiel con il nome di Santa Cruz de los Cáñamos.
Nel XVIII secolo vi nacque Don Manuel Cayetano Muñoz y Benavente, che fu vescovo ausiliare di Siviglia. Dopo il suo ritiro, servì come abate nell'abbazia di Alcalá la Real fino alla sua morte. I suoi resti riposano nella chiesa della Consolazione della suddetta località di Jaén.
Nel 1809, le truppe napoleoniche saccheggiarono la sua chiesa, anche se il quadro della Nuestra Señora de Belén  fu salvato dal saccheggio. Quest'opera si trova attualmente nella diocesi di Ciudad Real insieme ad altri beni.
A metà del XIX secolo, il villaggio contava una popolazione di 320 abitanti. È descritto nel settimo volume del Diccionario geográfico-estadístico-histórico de España y sus posesiones de Ultramar di Pascual Madoz.

### Simboli
Lo stemma e la bandiera sono stati approvati dalla Consejería de Administraciones Públicas il 27 marzo 2006.
Stemma
La foglia di canapa (in spagnolo cáñamo) fa riferimento al nome del comune.
Bandiera

## Monumenti e luoghi d'interesse
- Chiesa parrocchiale di San Bartolomeo,  del XVI sec., a navata unica con volta intonacata e cupola. Al suo interno è conservato l'antico retablo del Santissimo Cristo dell'Ispirazione.
- Cappella di San Isidro